# Camp d'Esports-Fleming
Camp d'Esports-Fleming es un barrio residencial situado al noroeste de la ciudad española de Lérida, el barrio lleva el nombre de Camp d'Esports-Fleming debido a que el estadio de fútbol del Lleida Esportiu está situado en ese barrio. No es un barrio turístico como lo pueden ser otros como el Casc Antic pero aun así es uno de los sitios más transitados de Lérida debido a los múltiples servicios que acoge el barrio.

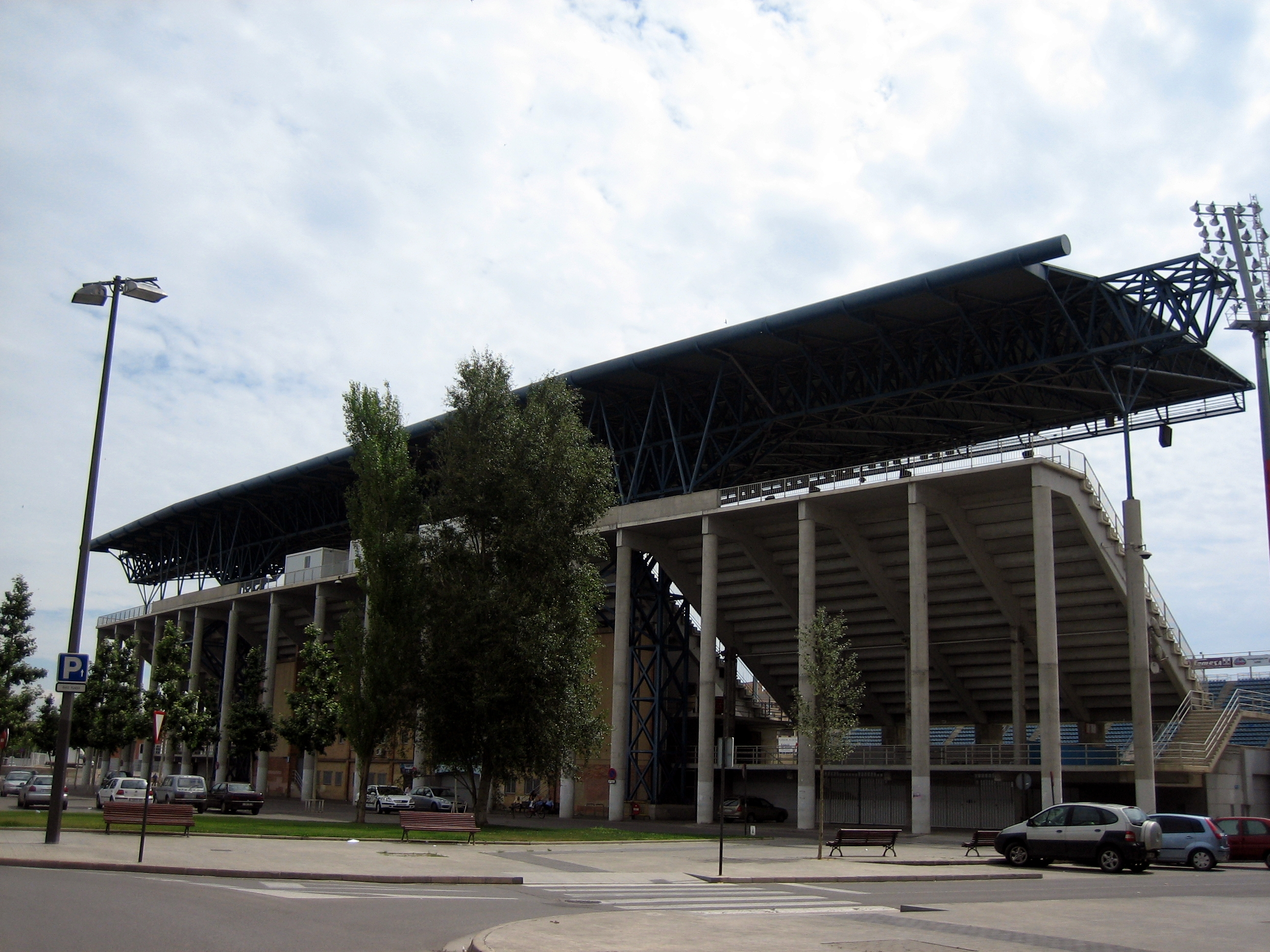
Estadio de la Unió Esportiva Llleida

El equipo de fútbol ha jugado dos temporadas en Primera División, los años 1950-1951 y 1992-1993.